# Broekvelden en Vettenbroek
Broekvelden en Vettenbroek is een polder en een voormalig waterschap in de Nederlandse provincie Zuid-Holland, in de gemeente Reeuwijk. De polder werd op 3 april 1797 gesticht, maar maakte bestuurlijk deel uit van de polder Reeuwijk. Pas in 1891 werd het een zelfstandig waterschap. Dit duurde tot 1979, toen het met een groot aantal andere kleine waterschappen werd samengevoegd in het nieuwe waterschap Gouwelanden. Door verdere schaalvergroting kwam de polder in 1999 onder het gezag van het waterschap Wilck en Wiericke, dat in 2005 opging in het Hoogheemraadschap van Rijnland.
Het waterschap was verantwoordelijk voor de vervening, drooglegging (gereed in 1892) en de waterhuishouding in het gebied.
Het gebied maakt nu deel uit van de Reeuwijkse Plassen (de noordelijkste surfplas) en valt onder de Natura 2000 bescherming onder de naam Broekvelden, Vettenbroek & Polder Stein.
De polder en plas Broekvelden en Vettenbroek zijn op 24 maart 2000 op grond van de Natuurbeschermingswet 1998 aangewezen als speciale beschermingszone onder de Vogelrichtlijn; tevens werd het gebied aangewezen voor aanmelding als wetlandgebied onder de Conventie van Ramsar. De reden voor deze aanwijzing vormde het voorkomen van de kleine zwaan en de smient in het gebied en omdat er regelmatig meer dan 20.000 watervogels verblijven. Het gebied is ongeveer 700 ha groot en bestaat uit open water en aangrenzend weidegebied.

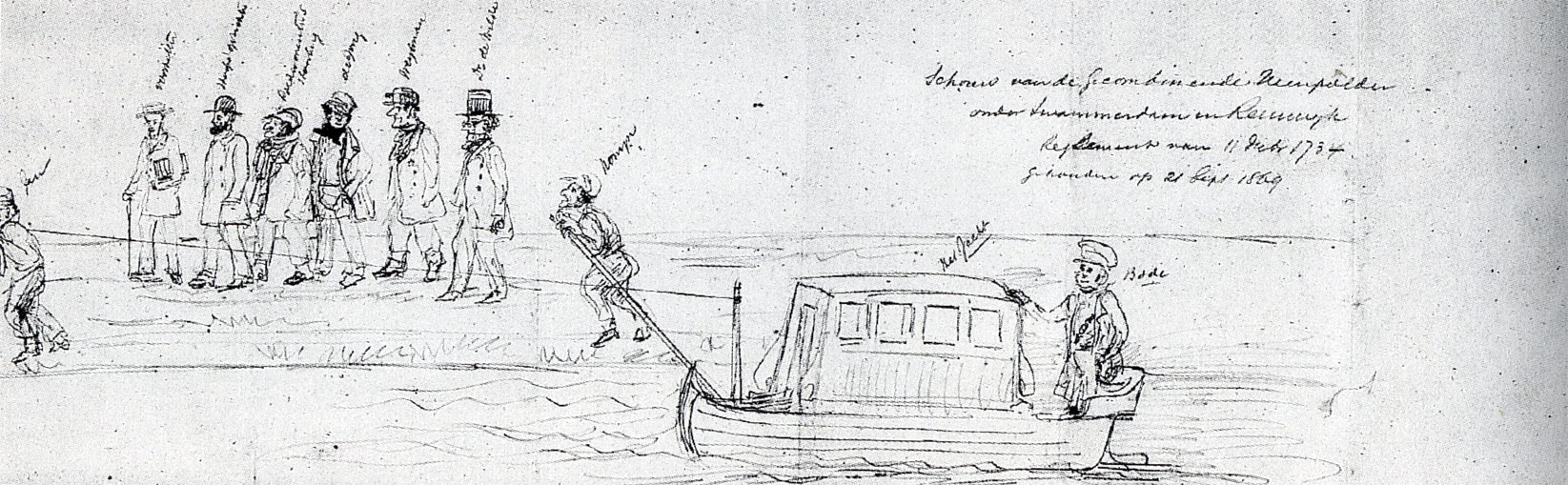
Schouw van Broekvelden en Vettenbroek in 1869